# Heinrich von Brentano
Pour les articles homonymes, voir von Brentano.
Heinrich Joseph Maximilian Johann Maria von Brentano di Tremezzo, né le 20 juin 1904 à Offenbach-sur-le-Main et mort le 14 novembre 1964 à Darmstadt, est un homme d'État ouest-allemand membre de l'Union chrétienne-démocrate d'Allemagne (CDU).
Avocat formé à l'université de Giessen, il devient en 1947 président du groupe de la CDU au Landtag de Hesse. À ce titre, il siège au Conseil parlementaire qui rédige la Loi fondamentale. Après les élections fédérales de 1949, il prend la présidence du groupe CDU/CSU au Bundestag.
Il est nommé en juin 1955 ministre fédéral des Affaires étrangères. Il reste six ans en fonction, renonçant à se succéder au sein du cabinet Adenauer IV du fait d'un désaccord avec le FDP. Retrouvant la présidence du groupe des députés chrétiens-démocrates, il cède peu à peu la place à son adjoint Rainer Barzel du fait du cancer dont il est victime. Il meurt en novembre 1964, à l'âge de 60 ans.

## Personnel

### Formation et carrière
Il est le fils du ministre Otto von Brentano di Tremezzo. Une fois passé son Abitur, en 1922, il suit des études supérieures de droit à Munich, obtenant son premier diplôme juridique d'État en 1925, le second quatre ans plus tard, et enfin son doctorat de droit en 1930, à l'université de Giessen.
Il commence à travailler comme avocat auprès de la cour d'appel régionale de Darmstadt en 1932. Nommé procureur à Hanau onze ans plus tard, il reprend son activité d'avocat en 1945 à Darmstadt, tout en y adjoignant celle de notaire.

### Vie privée

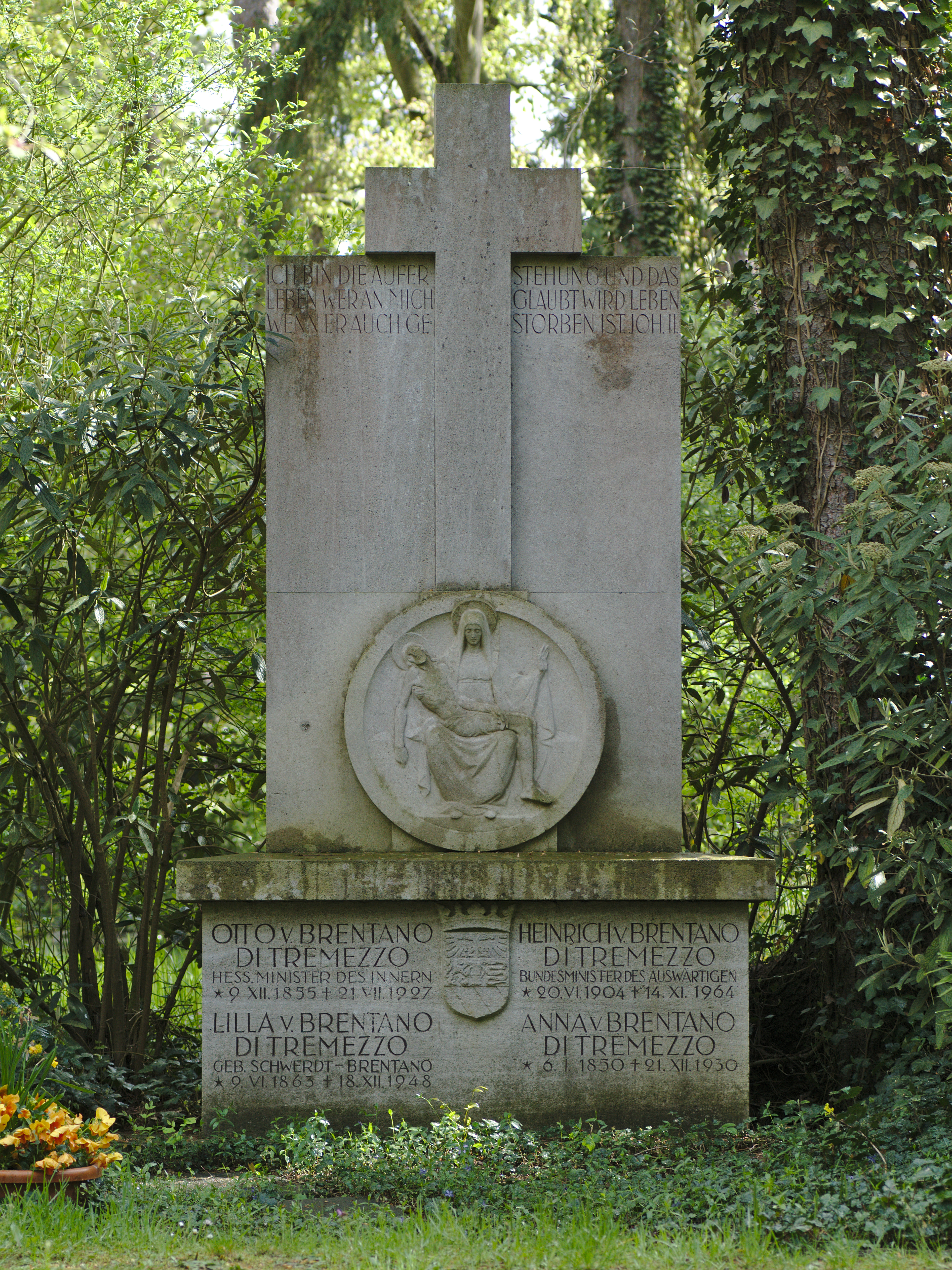
Sépulture au Waldfriedhof de Darmstadt.

Il est le plus jeune fils d'Otto von Brentano di Tremezzo, qui est membre du Zentrum et ministre de l'État populaire de Hesse. Il n'a jamais été marié, ce qui a alimenté des rumeurs infondées sur son homosexualité. Interrogé à ce sujet, le chancelier Konrad Adenauer avait déclaré que cela lui était égal. Jusqu'à la fin de sa vie, il a en outre vécu avec sa mère. Il meurt d'un cancer le 14 novembre 1964.

## Vie politique

### Fondateur de la CDU et député
Il participe en 1945 à la fondation de l'Union chrétienne-démocrate d'Allemagne (CDU), et entre l'année suivante au Landtag de Hesse, où il siège jusqu'en 1949 et préside le groupe CDU à compter de 1947. En 1948, il fait partie des délégués au conseil parlementaire, dont il sera vice-présidence de la grande commission et de la commission pour le statut d'occupation.
Aux premières élections fédérales de 1949, il est élu député au Bundestag et prend, le 30 septembre suivant, la présidence du groupe CDU/CSU en remplacement de Konrad Adenauer, devenu chancelier. Vice-président de l'Assemblée parlementaire du Conseil de l'Europe entre 1950 et 1952, il fait partie cette année-là des trente-quatre députés conservateurs proposant l'introduction du scrutin uninominal majoritaire à un tour en remplacement du scrutin proportionnel mixte. Il fait également partie, dès 1952, de la première Assemblée commune de la Communauté européenne du charbon et de l'acier.

### Chef de la diplomatie allemande
Le 8 juin 1955, Heinrich von Brentano est nommé ministre fédéral des Affaires étrangères, succédant à Adenauer, qui occupait ce poste depuis 1951, après que l'Allemagne de l'Ouest a recouvré sa souveraineté et intégré l'OTAN. À la suite des élections de 1961, le FDP exige d'obtenir un poste de secrétaire d'État à l'office des Affaires étrangères, ce qui le conduit à renoncer à ses fonctions le 30 octobre.

### Fin de carrière, fin de vie
Il retrouve, le 24 novembre suivant, la présidence du groupe chrétien-démocrate du Bundestag. De plus en plus malade, il est fréquemment remplacé par Rainer Barzel dans ces fonctions. Il continue toutefois de siéger jusqu'à sa mort.